# Секвестрација
Секвестрација је мера привременог одузимања управе над целокупном имовином или делом имовине лица за које постоји основана претпоставка да ће против њега бити изречена конфискација и преношење те управе на државни орган надлежан за управу државном имовином, у циљу обезбеђења имовинских интереса државе. 
Секвестрација престаје правоснажним окончањем поступка по делима и случајевима за које закон предвиђа конфискацију.